# Gouvernement de Tomsk
1804–1925
Entités suivantes :
- Kraï de Sibérie

Le gouvernement de Tomsk (en russe : Томская губерния) est une ancienne division administrative de l’Empire russe et de la R.S.F.S.R. située en Sibérie occidentale, avec pour capitale la ville de Tomsk. Créé en 1804, le gouvernement exista jusqu’en 1925.

## Géographie
Le gouvernement de Tomsk était bordé par le gouvernement du Ienisseï, la Chine, l’oblast de Semipalatinsk et le gouvernement de Tobolsk. C'était au XIXe siècle une importante région minière : de 1847 à 1851, son administration était confiée à l'ingénieur en chef des mines Paul Anossov.
Le territoire du gouvernement de Tomsk se retrouve de nos jours dans les oblasts de Tomsk, Novossibirsk, Kemerovo et le kraï de l'Altaï.

## Subdivisions administratives
Au début du XXe siècle le gouvernement de Tomsk était divisé en sept ouïezds : Barnaoul, Biïsk, Zmeïnogorsk, Kaïnsk, Kouznetsk, Mariinsk et Tomsk.

## Population
En 1897, la population du gouvernement était de 1 927 679 habitants, dont 86,0 % de Russes, 5,2 % d’Ukrainiens, 4,9 % de Tatares et d’Altaïs et 1,3 % de Kazakhs.